# Sollihøgda
Sollihøgda (eller historiskt Solihøjden) är en tidigare tätort på gränsen mellan Bærums kommun i Akershus fylke och Hole kommun i Buskerud fylke i sydöstra Norge. Orten ligger vid Europaväg 16, öster om insjön Tyrifjorden.
Platsen är en populär startpunkt för skidturer i de västra delarna av skogsområdet Marka (Krokskogen och Vestmarka). Här finns också en av Bærum kommuns tre sötvattensreservoarer.
Sedan 2016 räknas orten inte längre som en tätort.